# Besi de Chaumontel
Pour les articles homonymes, voir Lucas.
La Besi de Chaumontel est une variété ancienne de poire.

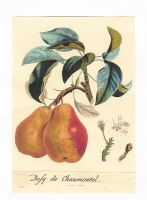
Autre aquarelle.

Espèce
Classification phylogénétique

## Synonymie
- Poire de Chaumontel.
- Beurré de Chaumontel[1].
- Winter Butterbirne (Beurré d'hiver).
- Chaumontel.
- Bezy, Bési, Bésy de Chaumontel.

## Origine
C'est une variété ancienne de collection obtenue par Martin Regnault, jardinier du château. L'arbre mère nait, en 1665, d'un sauvageon tout épineux, à Chaumontel, près de Luzarches (Val-d'Oise) et meurt en 1789,.

## Arbre
Il est assez vigoureux et fertile. 
L'arbre se plait dans le sol alluvionnaire, fertile, profond et froid de sa région d'origine. Il a également prospéré sur l'île de Jersey d'où on approvisionnait l'Angleterre en poires de cette variété.

## Fruit
Fruit moyen, cidoniforme, chair pâle, rouge au soleil, mi-fine, mi-cassante, juteuse, sucrée, bonne.
Maturité atteinte de décembre à janvier.